# جانينا كاتس
جانينا كاتس (بالبولندية: Janina Katz)‏ هي كاتبة للأطفال وكاتِبة ومترجمة وشاعرة بولندية، ولدت في 2 مارس 1939 في كراكوف في بولندا، وتوفيت في 18 أكتوبر 2013 في كوبنهاغن في الدنمارك.

## وصلات خارجية
- جانينا كاتس على موقع IMDb (الإنجليزية)